# サン＝ネクテール (ピュイ＝ド＝ドーム県)
サン＝ネクテール （Saint-Nectaire）は、フランス、オーヴェルニュ＝ローヌ＝アルプ地域圏、ピュイ＝ド＝ドーム県のコミューン。コミューン名は、チーズのサン＝ネクテールの名の由来となっている。

## 地理

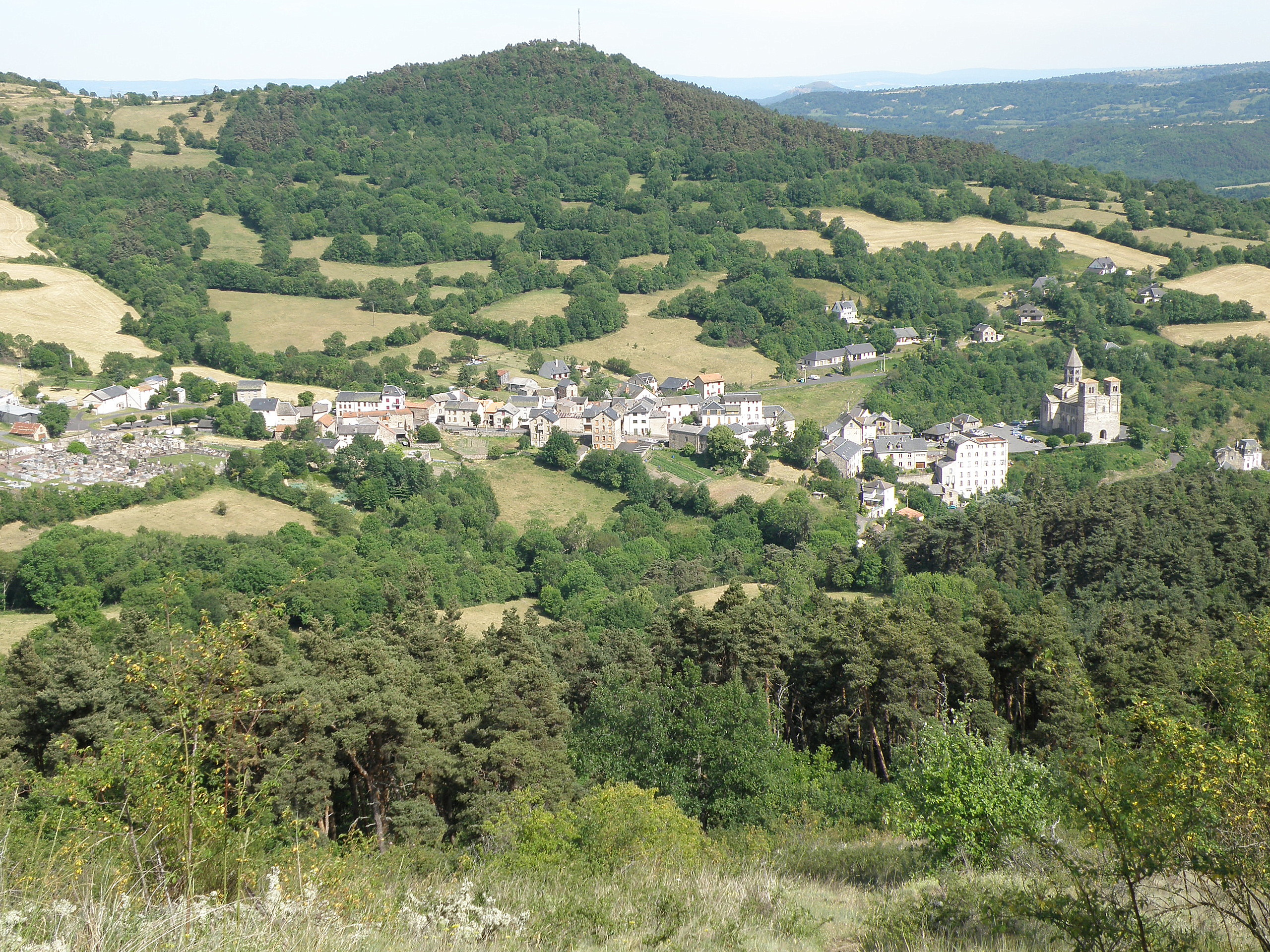
サン＝ネクテール

サン＝ネクテールは、ヴォルカン・ドーヴェルニュ地域圏自然公園に属するドール山地の中にある。実際には、2つの地域がサン＝ネクテールの名のもとに集まっている。
- サン＝ネクテール・ル・オー（Saint-Nectaire-le-Haut） - ロマネスク様式の教会の周りの地域に与えられた名称。コルナドール山に位置する。
- サン＝ネクテール・ル・バ（Saint-Nectaire-le-Bas） - 温泉の周りにできたスパの町

多くの温泉の源泉に加えて、コミューンをクーズ・シャンボン川が流れる。町の北西から南東をクーランソン川が流れる。

### 交通
コミューンを、シャンボン＝シュル＝ラック-モン＝ドール間、またはシャンペイからイソワール間を走る県道996号線や、その他の県道が交差する。

## 由来
コミューンは、革命暦2年にはSaint Nectairesとつづられていた。

## 歴史

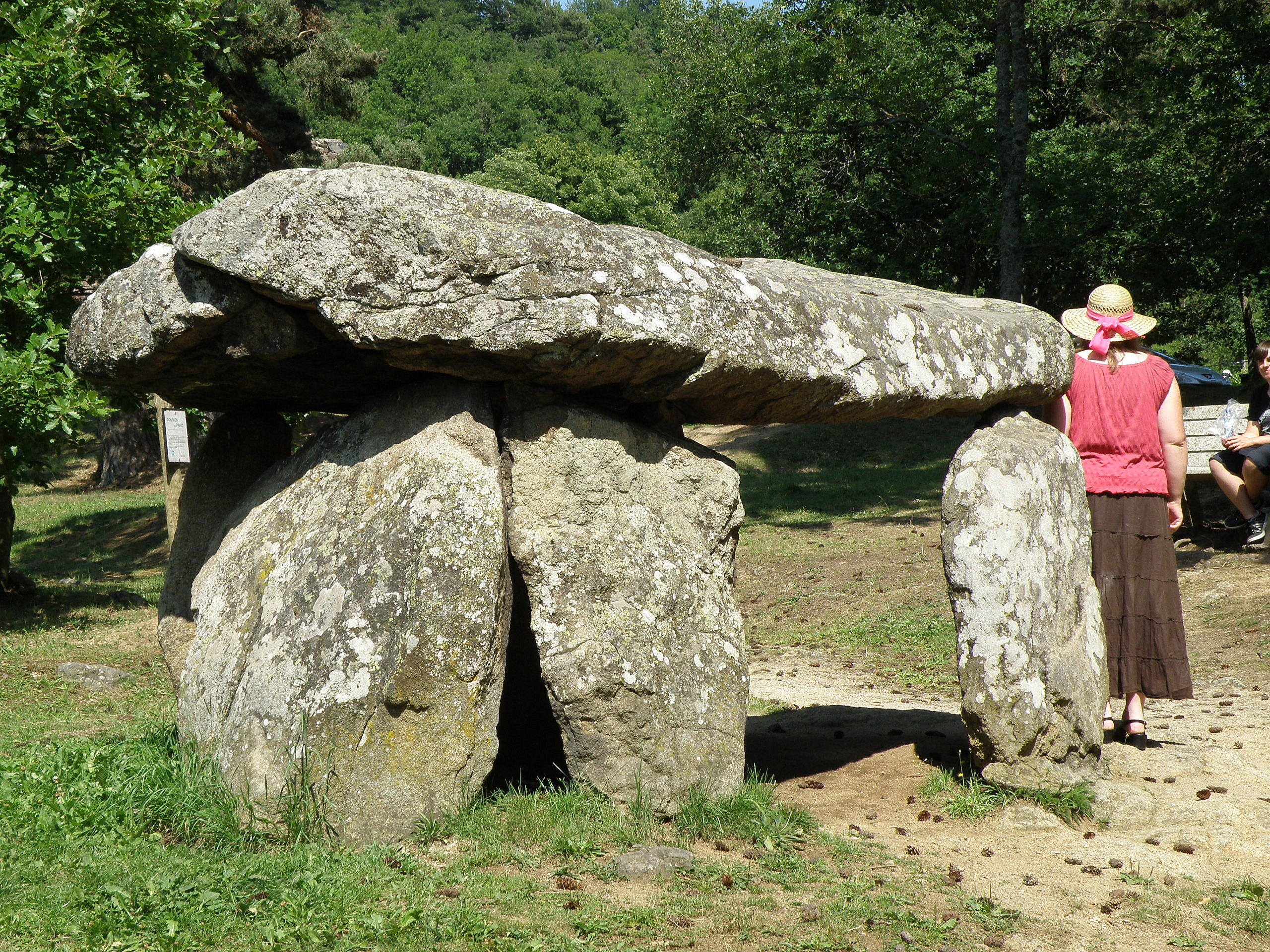
ドルメン

アルカリ性の水と、その癒しの力を持つ、古代から認められているスパをつくったことに刺激され、サン＝ネクテールの町は古代ケルト信仰の全てのゆりかごの上にあった。新石器時代には、花崗岩でできたドルメンがコルナドール山につくられた。歴史的建造物の調査員であったプロスペル・メリメは、Notes d'un voyage en Auvergneの文中で1837年にこのドルメンについて記述している。
伝説によると、山の洞窟には妖精が住んでいた。山は既にコルナドールと名づけられていた。同じ頃、聖オストルモワヌの弟子ネクテールは、3世紀終わりにはキリスト信仰を説いていた。オディトールとボーデニユスという2人の司祭を連れて、彼は最初の教会を建て、彼が亡くなった後には彼の聖遺物を受け入れた。
説教師の死から12世紀までの間にサン＝ネクテールで何が起きていたのか知られていない。発掘調査が行われて明らかになった、礼拝所を中心につくられた村から、距離があったためである。サン＝ネクテールについて言及した最古の文書は、聖オストルモワヌの生涯についてふれた11世紀の書物である。1146年から1178年までの間、ラ・シェーズ＝デューの聖職者たちが小修道院建設のため、オーヴェルニュ伯ギヨーム7世からサン＝ネクテールの地を寄進された。

## 温泉の歴史

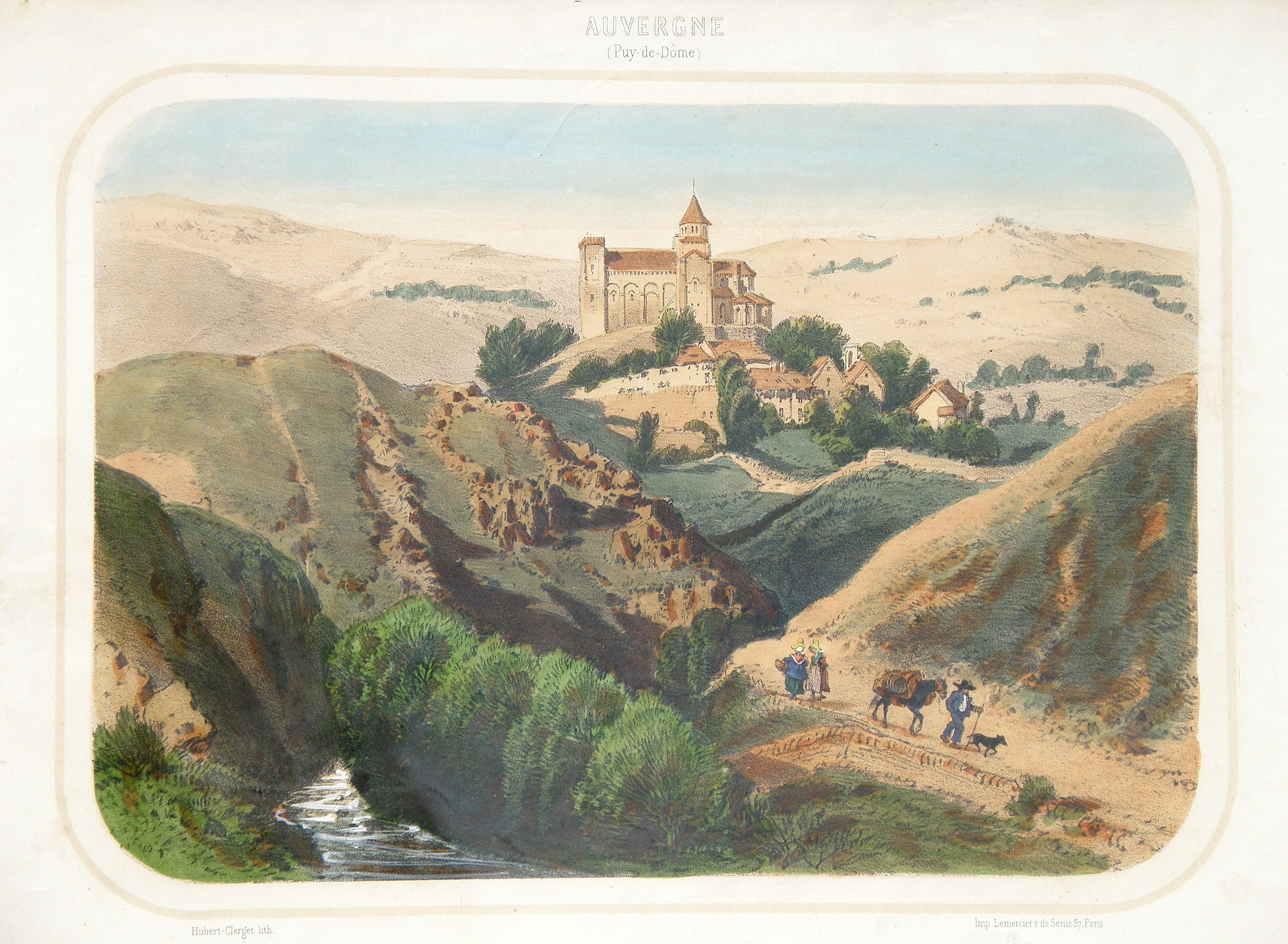
19世紀に描かれたサン＝ネクテール

サン＝ネクテール・ル・バには、40箇所以上の源泉がある。水温が56℃にもなる温泉水は、腎臓疾患に効能があるとされている。
サン＝ネクテール・ル・オーの温泉は、既に古代には利用されていた。かつてのローマ浴場にあった浴場跡、プール跡、温泉跡を見ることができる。観光地となっているコルナドール洞窟では、テピダリウム、カルダリウム、2箇所の保存状態の良い浴場、プール、風呂桶を見ることができる。いくつかは円形でそのほかは長方形の、40個以上のコンクリートの塊が、1825年にコルナドール山の切り出し場所の洞窟で発見された。これらは1mの深さがあった。
サン＝ネクテール・ル・バ近くのグロ・ブイヨン水源とタンブール水源は、温泉調査の一環として17世紀に言及されている。しかしそこでの温泉設備はローマ時代の設備よりもはるかに原始的な時代のものだった。それぞれの温泉設備は、ドーム天井で覆われた簡素なプールで、道もなければ病人を収容する方法もなかった。
サン＝ネクテール・ル・バ最初のスパは1810年頃、タンブール水源の所有者の息子ジャック・マンドンによって設立された。これには基本的な浴場に2箇所の滞在設備を備えたもので、興味をそそられるものではなかった。1812年、ラモン・ド・カルボニエール知事によってマルコン博士が検査医師に任命された。1817年頃、サン＝ネクテールはスパとして登録された。対象となる主な患者は小児、青年、リューマチ患者、不妊に悩む女性（サン＝ネクテールの水は『子宮』と呼ばれ評判が高かった）、腎臓の問題を抱えた患者（いわゆる蛋白尿）であった。しかし当時の医師は、こうした症状の分析に必要な生化学の訓練を受けていないばかりか、新たな世代の医師たちがスパにやってきて腎臓疾患治療で評判を得るまで、こうした能力を会得することに消極的であった。
1820年代、マンドンはスパ設備を再建した。低層部分や、既存の設備の東半分といった、当時の構造は今でも残る。1820年代初頭、マンドンに雇用されていた浴場のギャルソンのボエットがさらに3つの水源を発見した。ロシェール水源、ボエット水源、サン・セゼール水源である。1824年にボエットは第2の温泉施設を建設し、その名は1890年まで続いた。1832年には第3のスパがセール氏によってコルナドール山に設置され、1841年にはその近郊にジョゼフ・マンドン（ジャック・マンドンの子）によってオテル・マンドンが開業した。
1870年、ジョゼフ・マンドンの子エドゥアール・ヴェルスピュイが温泉とホテルを獲得した。1873年、サン＝ネクテールの塔や鐘楼の修復のため、歴史文化財の建築家ルイ・クレマンタン・ブリュイエールがサン＝ネクテールへやってきた。ヴェルスピュイは彼に、コルナドール温泉の前に、三角のペディメントを備えたガラスドームの大ホールを建設させた。そこでは浴場でショーが見られ、浴場正面のヴィラ沿いに庭園がつくられた。シャンペイへ向かう道路沿いにルージュ水源のパヴィヨンが建設された。住民たちはハイドロテラピーが受けられるよう自宅を整備し、ホテルは拡大されさらに宿泊施設の数が増加した。この繁栄は約20年間続いた。しかし、スパの所有者たちは、自らが経営するホテルの収益の成長を目的としていた。彼らは温泉を、ホテルを客で埋めるための方法というよりむしろ、ともに成長する要素として設計していた。こうした短期的展望によって、サン＝ネクテール・ル・オーの温泉は行き詰った。

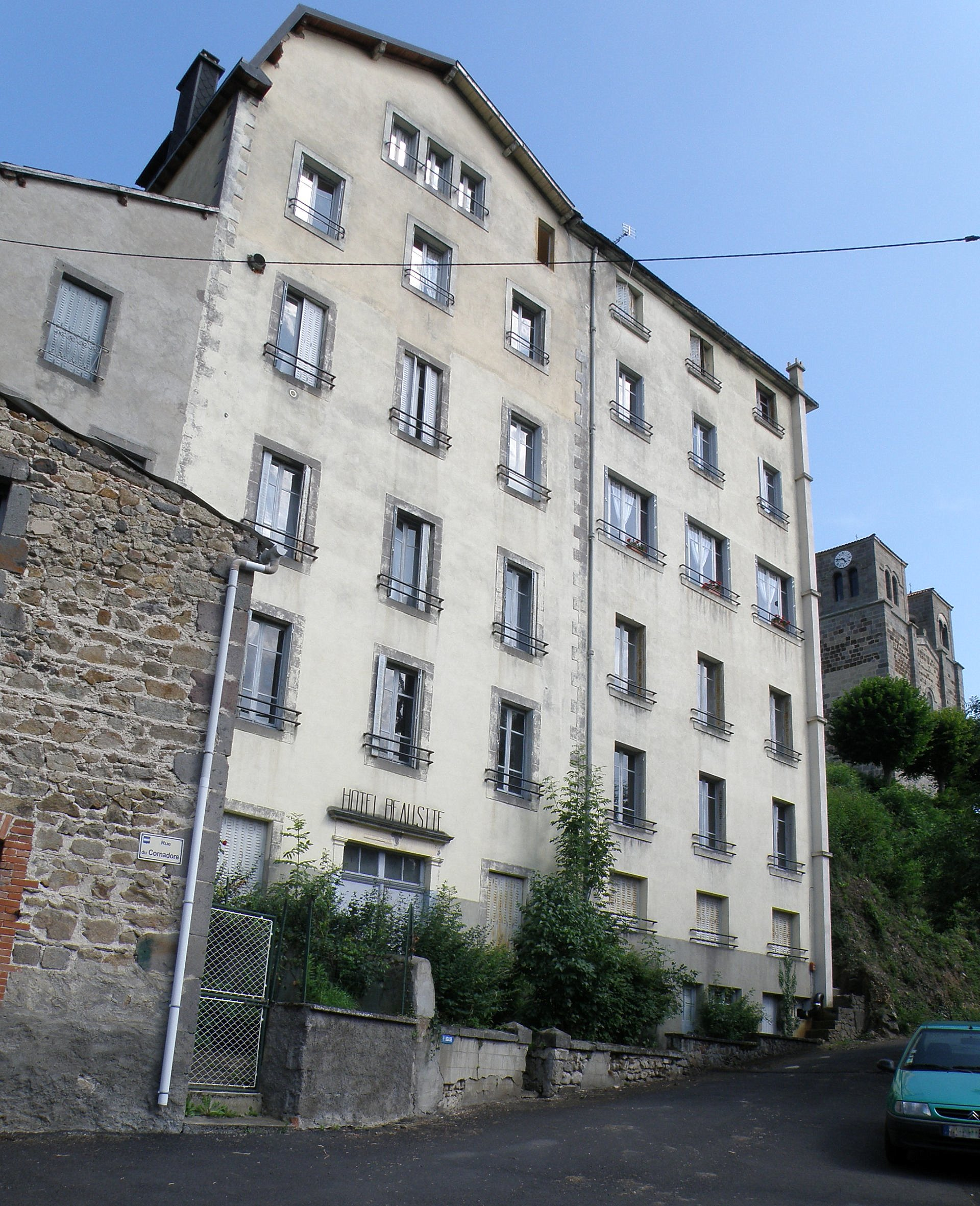
オテル・ボー・シト
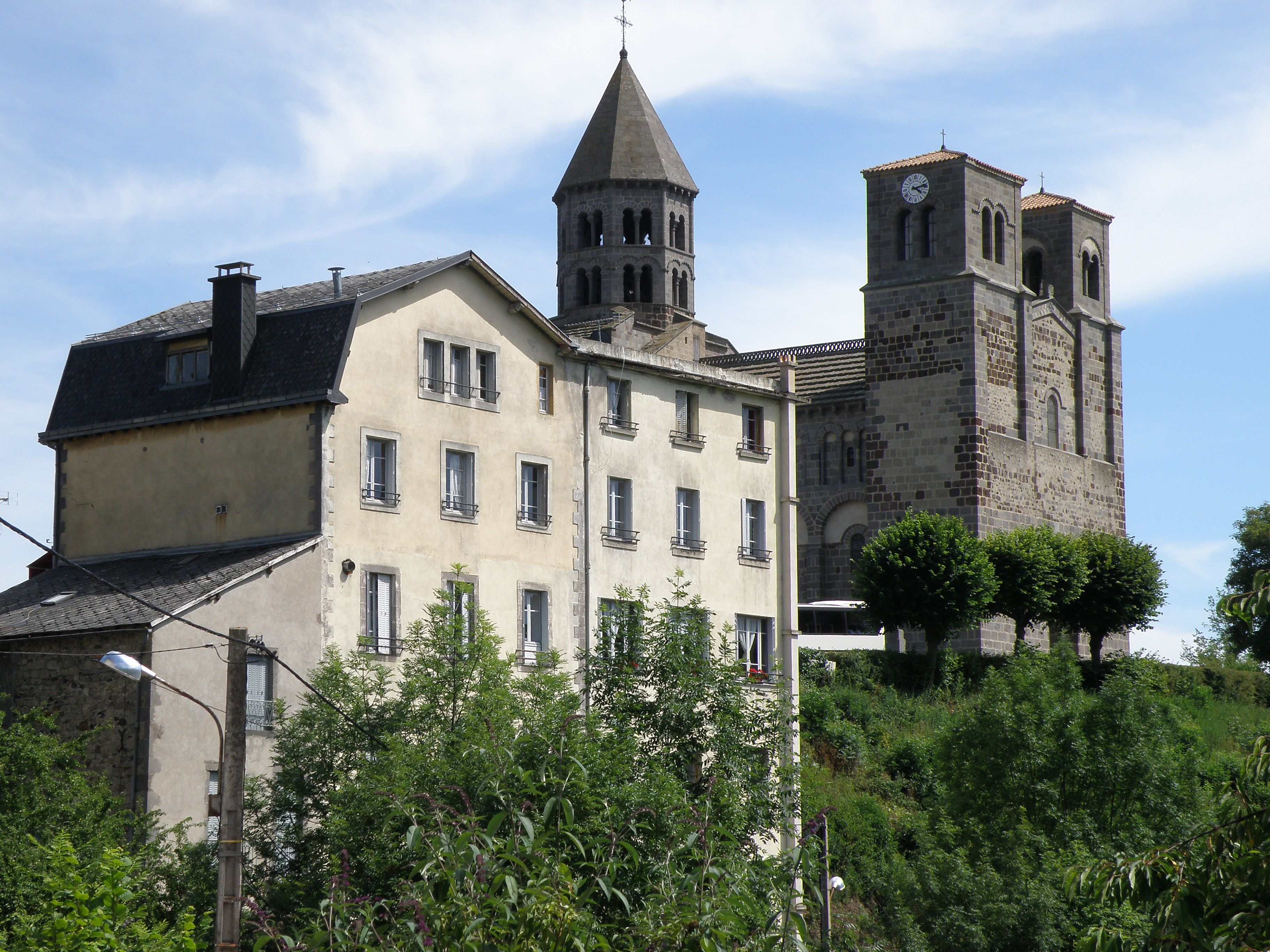
オテル・ボー・シトと教会
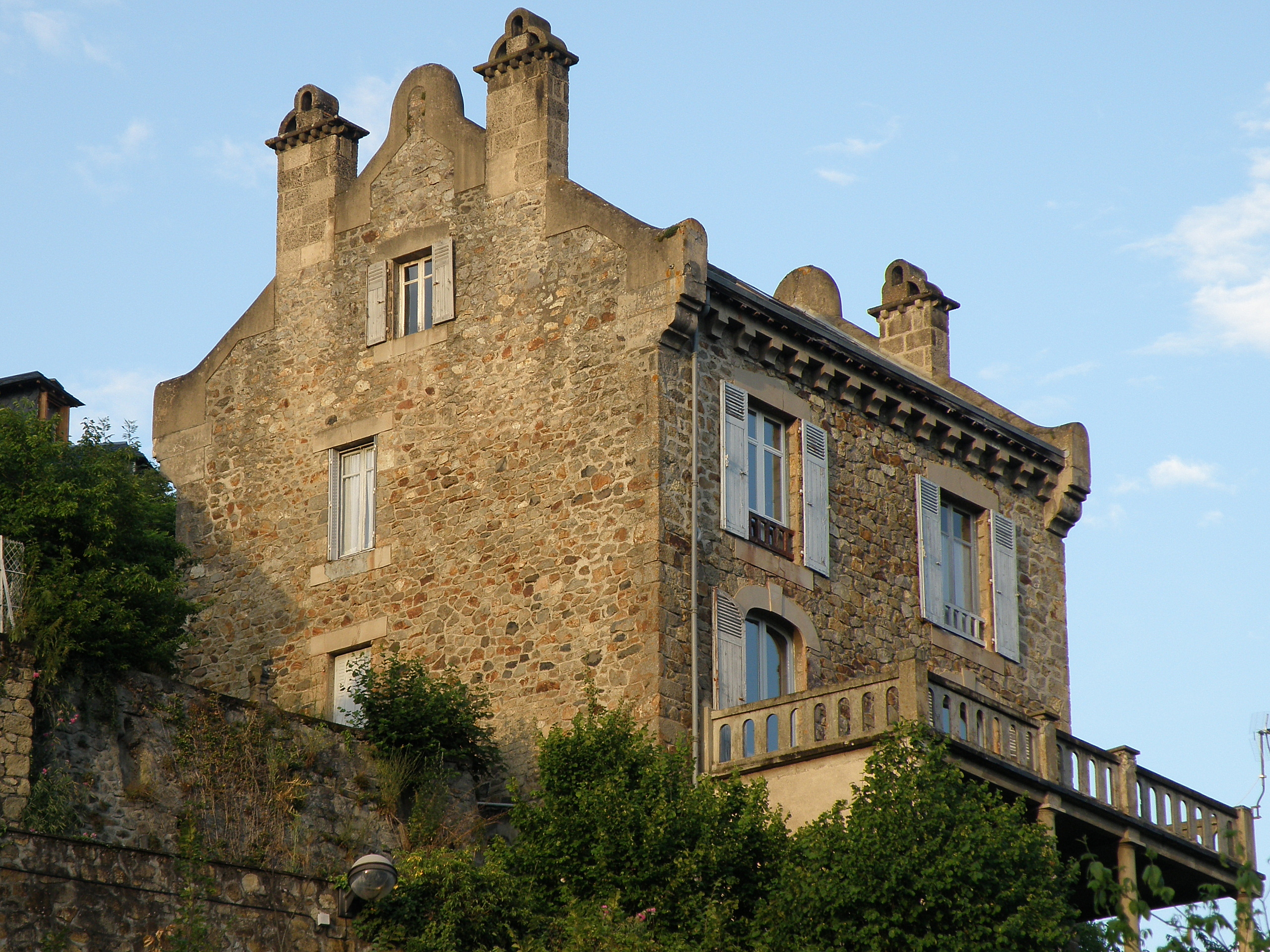
Le presbytère.
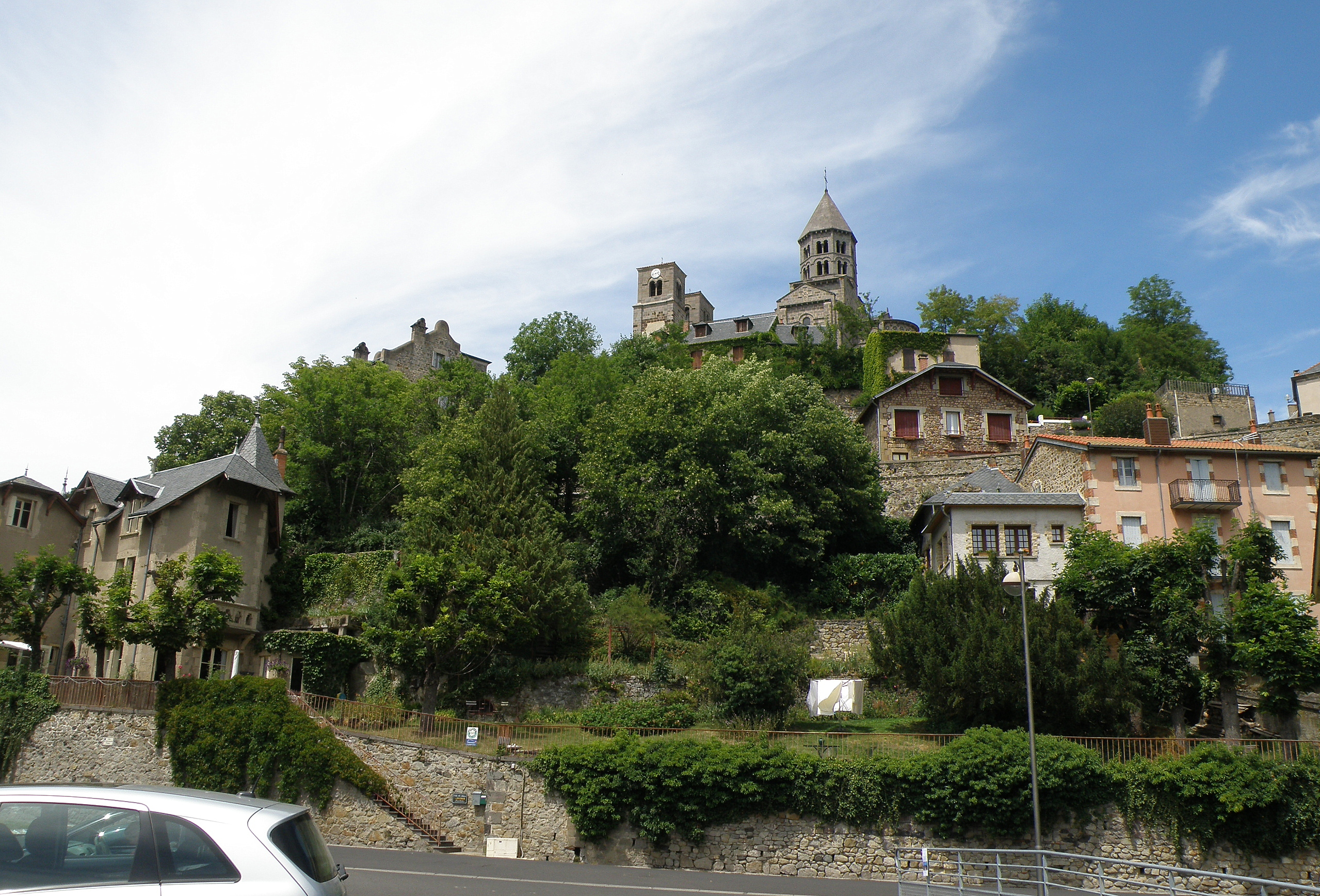
サン＝ネクテール・ル・オー
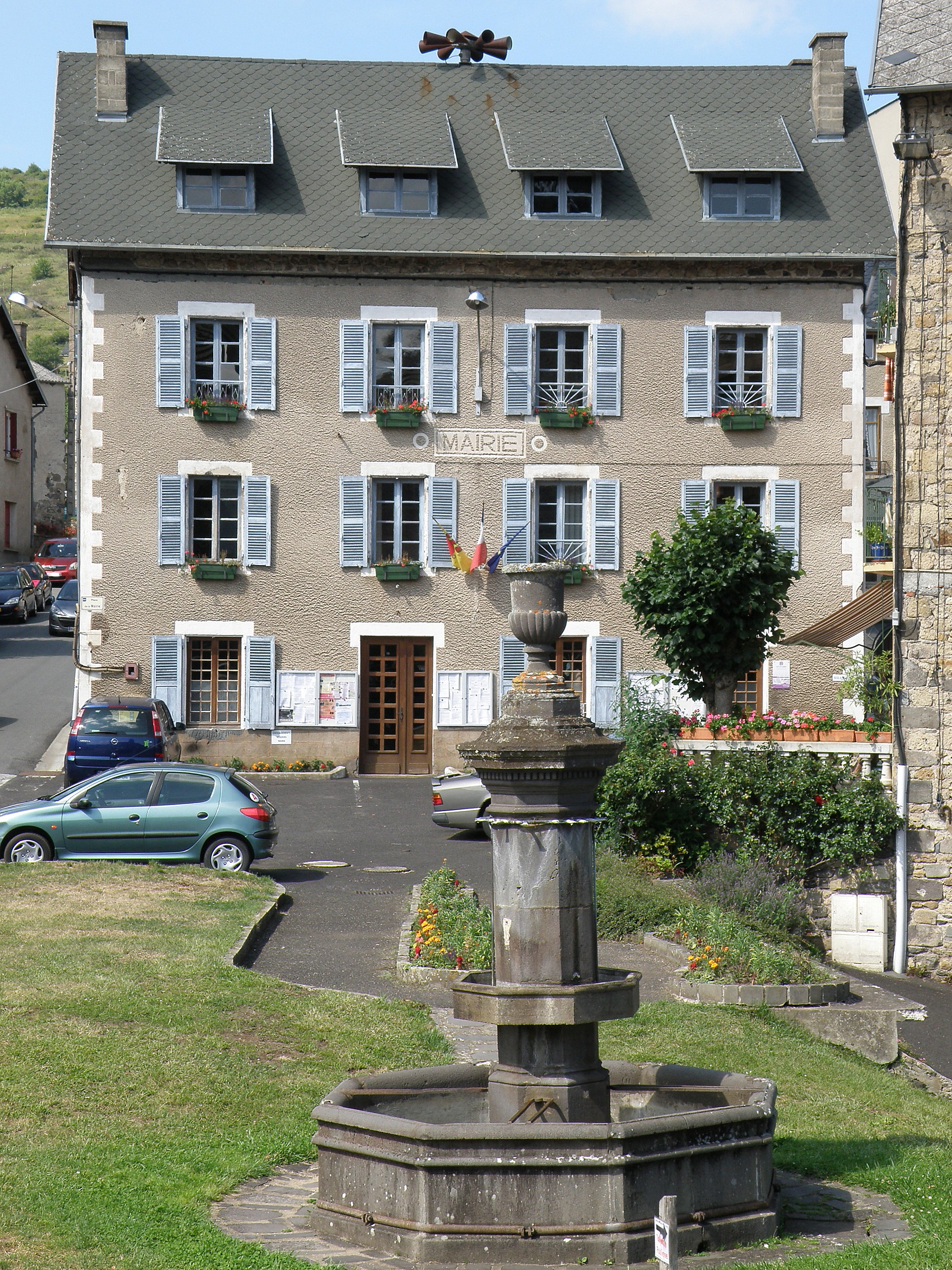
コミューン役場

1865年、ジョゼフ・マンドンの弟ジュールは、ボエット・ロシェットにサン＝ネクテール・ル・バの温泉を与えた。ボエット・ロシェットは、1879年頃に息子のヴォージー・ボエットに指揮をゆだねた。ヴォージー・ボエットは設備を修復し、収容数を倍増させた。
パリの銀行家で金融業者のブロカールは、スパ・グループやサイヤン平原の草地を買収しサン＝ネクテールを『レーヌ・デュ・マシフ・サントラル』（中央山地の女王）に変換することを提案した。けれども一部のオーナーたちが反対し、ブロカールはル・ブルブールやロワイヤ、そしてシャテル＝ギヨンのような、投資の成果を受け取る計画を放棄してしまった。ヴォージー・ボエットは妻と別れ、いまや廃止されてしまったボエット温泉に替わる、より新しく現代的な施設のための計画遂行ができなくなった。資産の清算が公にされ、1890年頃には公売の対象になった。
新しくオーナーとなったジャン・ジロードンは、自ら湯治客を誘致する責務を負った。そして10年以内に、サン＝ネクテール・ル・バは真のスパに変容した。ボエット浴場のあった場所に、グラン・テルムが建設された。ローマ式浴場が拡張された。グラヴィエール湿地を購入して公園として整備した。グラン・オテル・デュ・パルクが建設された。これは所有する山の大部分を削ってつくられた。グラヴィエール公園近くには数軒の別荘が建てられた。ドルメンのある山を購入したジロードンは、そこに植林を行った。新しい公園と、谷の反対側との間に高架橋が建設され、交通のチャンネルとなった。1890年には橋近くにカジノが建てられた（1937年に火事で消失した）。クーズ川に小さな水力発電所が建設され、生産された電気はカジノに供給された。

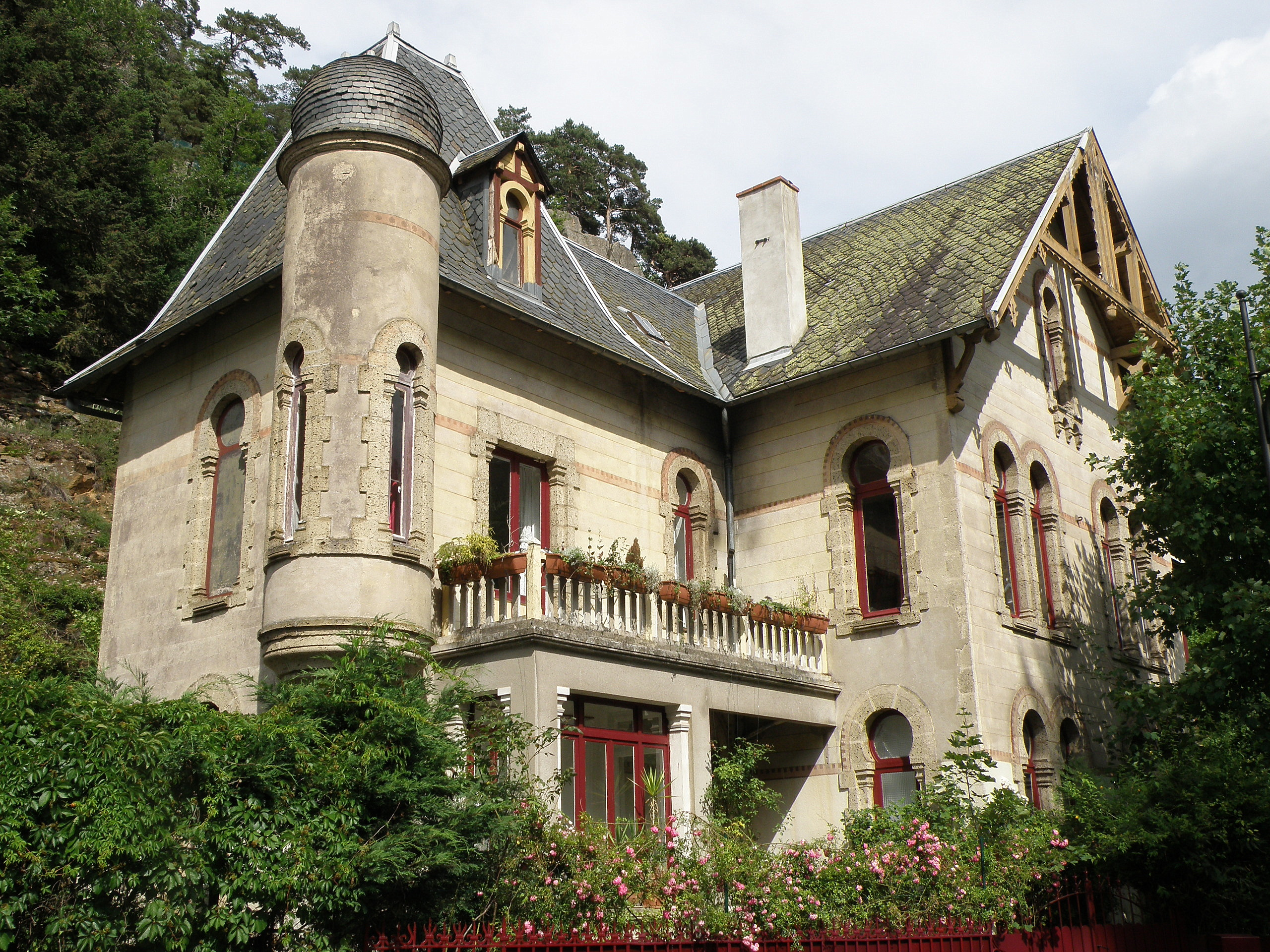
ヴィラ・リュス
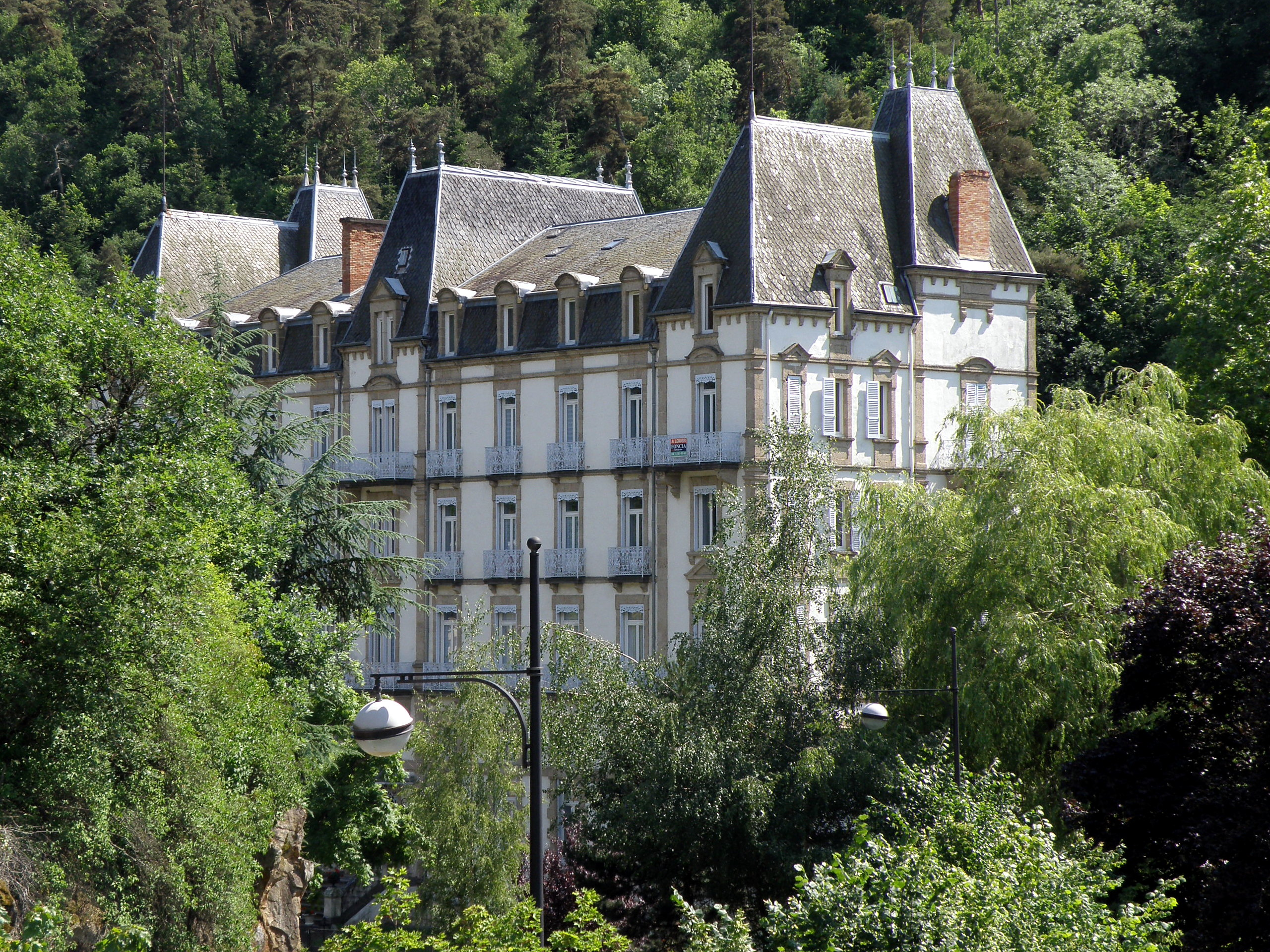
グラン・オテル・デュ・パルク、 現在は個人所有
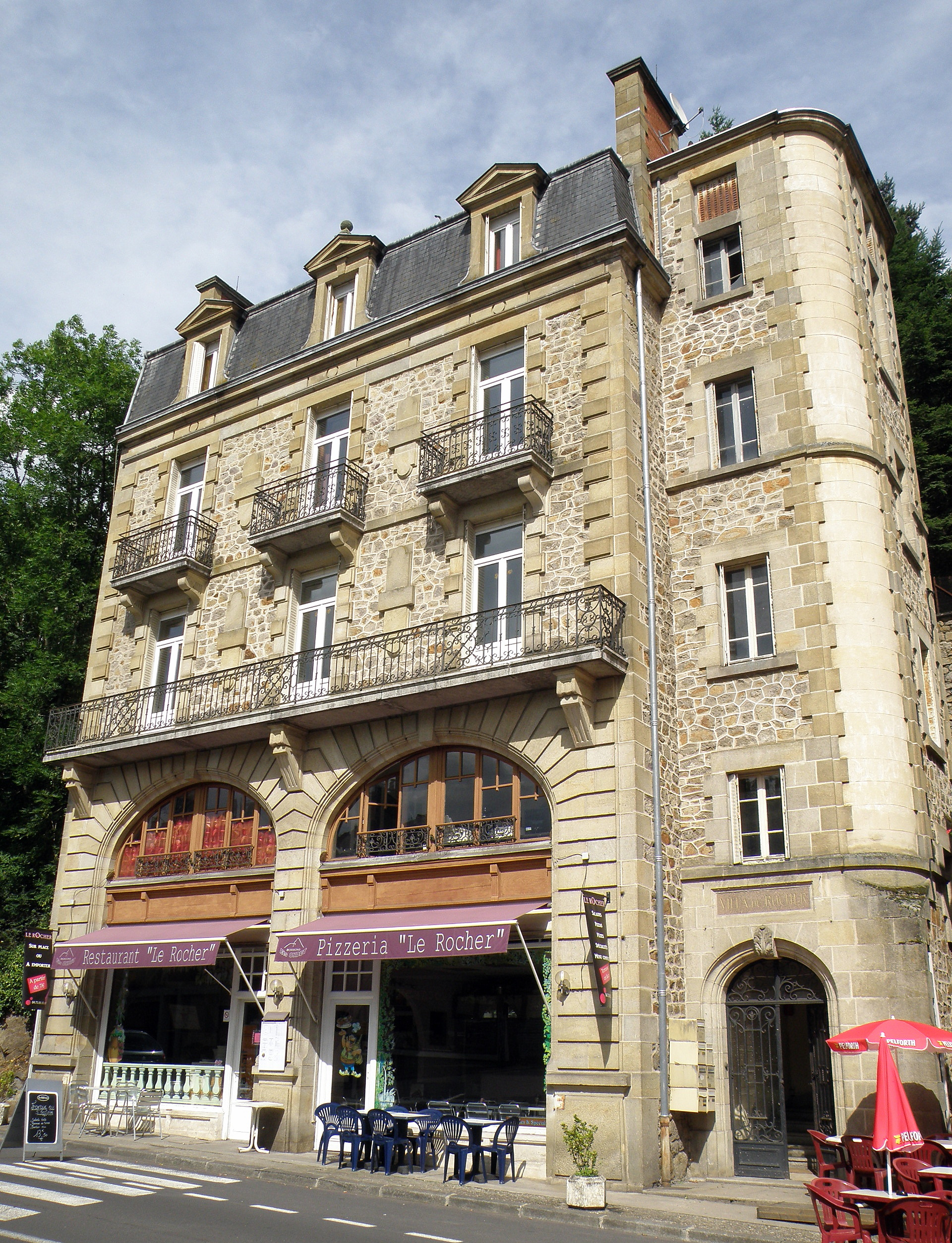
ヴィラ・ド・ロシェール
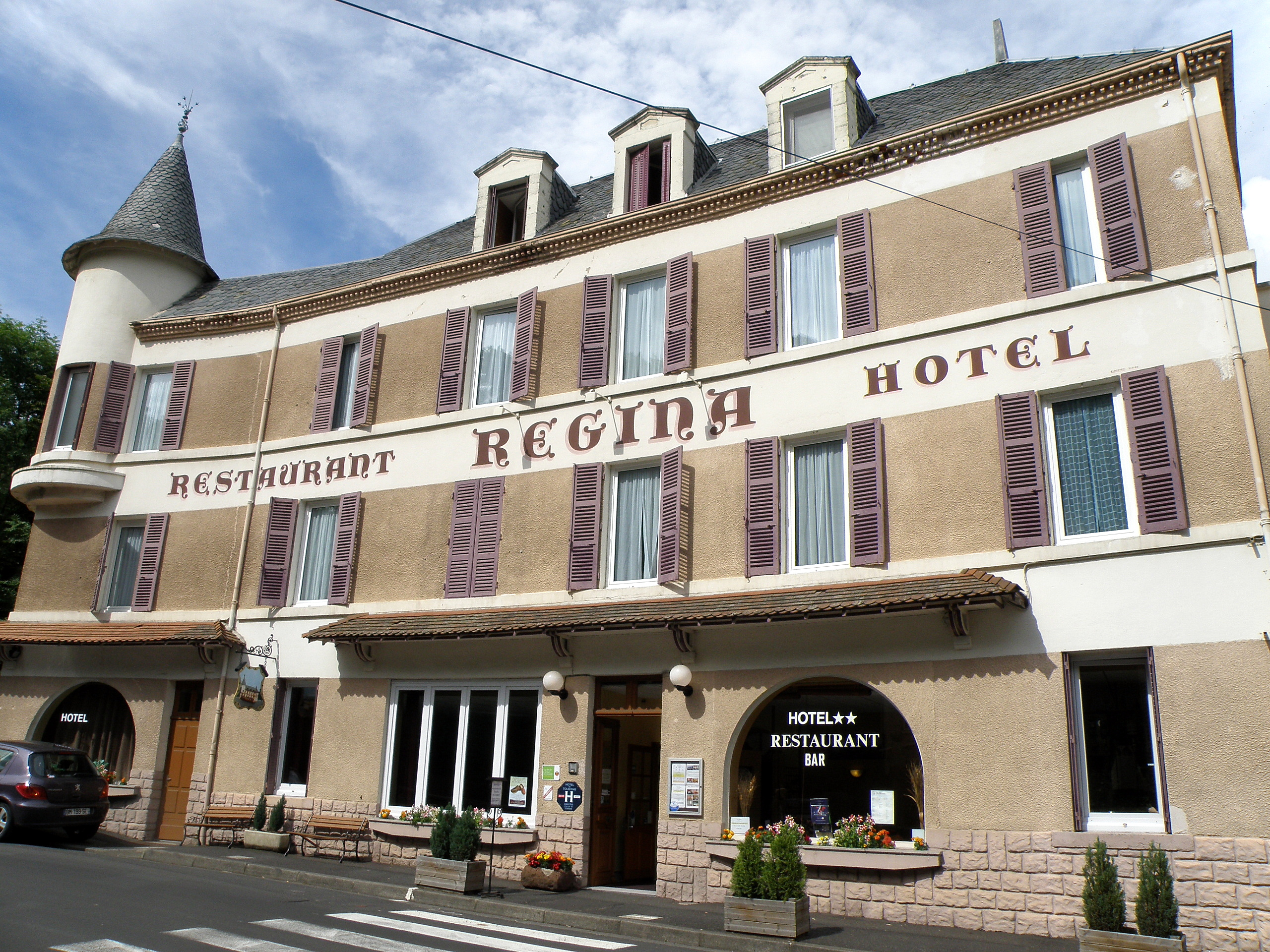
オテル・レジーナ
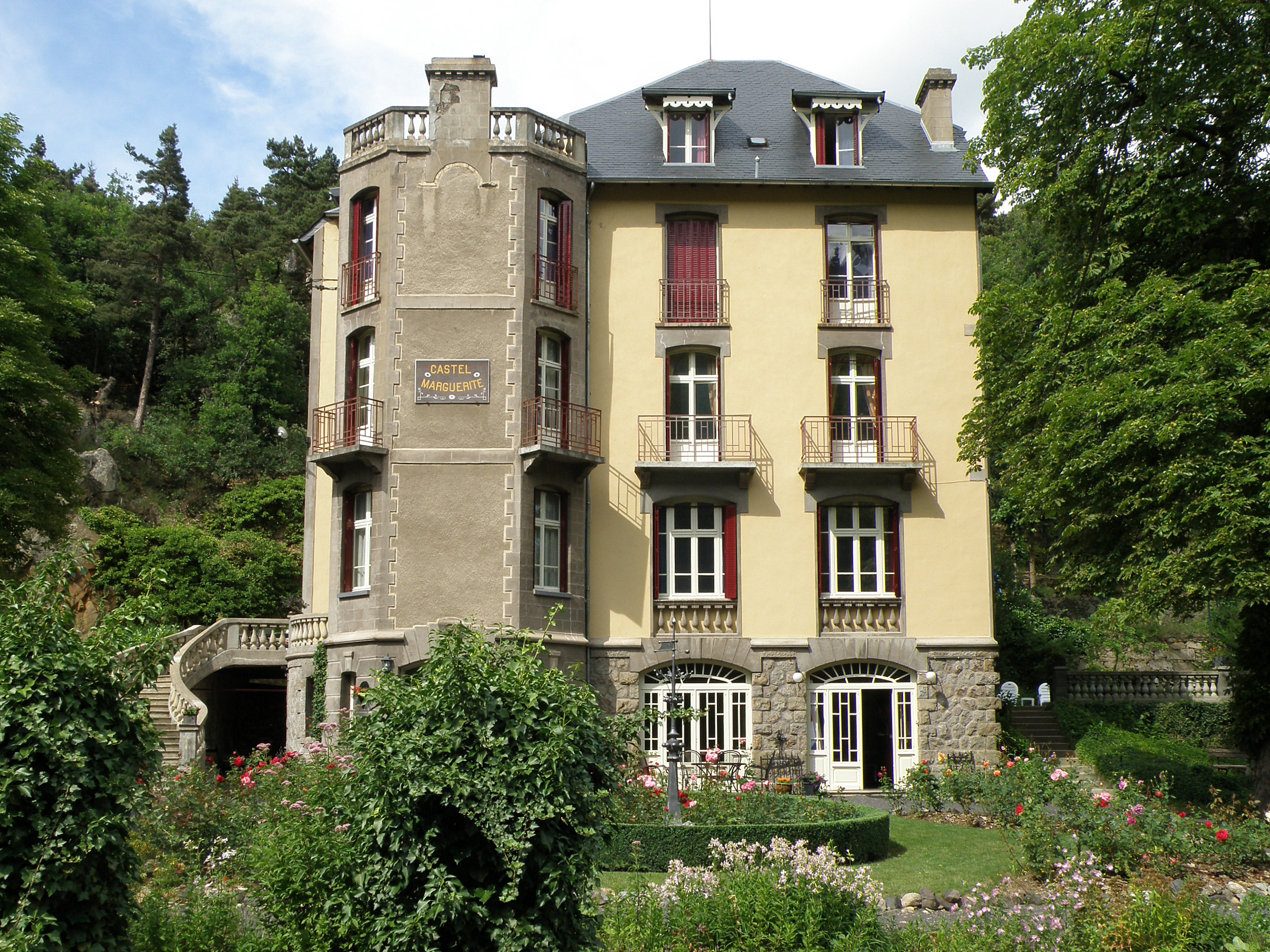
カステル・マルグリット

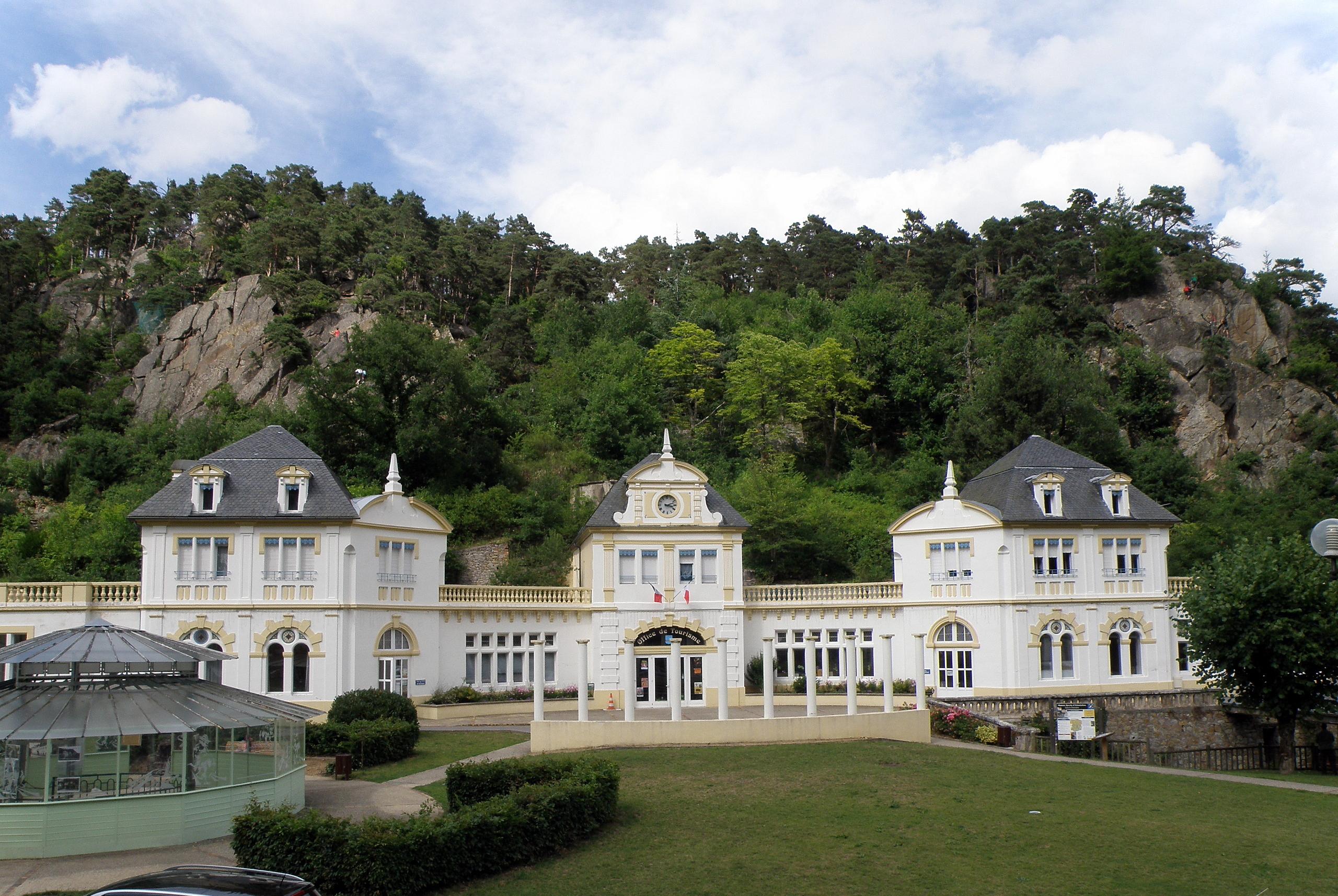
グラン・テルム。現在は観光事務所が置かれている

1911年、スパへの道を修復する計画は、資金不足で失敗してしまった。1921年、サン＝ネクテール温泉社（La Compagnie Thermale des eaux de Saint-Nectaire）はオランダの会社に買収された。しかし計画があまりに野心的すぎて失敗してしまった。ベルギーの企業が温泉社を買収し、オテル・デュ・パルクを主として植民地から帰還した軍人の滞在療養施設に転換させた。スパは後に自治体が獲得した。第二次世界大戦は、施設の財政を悪化させ、スパは徐々に衰退した。1957年にスパを訪れた観光客はわずか4447人であった。1969年、コルナドール山のホテルが老朽化のため取り壊された。
1978年、新たに現代的なスパが建設された。放棄されていたグラン・テルムは、観光事務所を設置するため1993年に修復された。

## 人口統計
| 1962年 | 1968年 | 1975年 | 1982年 | 1990年 | 1999年 | 2006年 | 2012年 |
| ------ | ------ | ------ | ------ | ------ | ------ | ------ | ------ |
| 832    | 783    | 678    | 645    | 664    | 675    | 713    | 726    |

source=1999年までLdh/EHESS/Cassini、2004年以降INSEE

## 史跡
- サン＝ネクテール教会 - オーヴェルニュ・ロマネスク美術の宝石の1つ。12世紀半ば、ラ・シェーズ＝デューの聖職者たちによって聖ネクテールを称えて建設された。コルナドール山に聖ネクテールがつくった聖域の中に建てられた[7]。103もの壮大な柱頭を持つ。19世紀半ば、教会はまだ防衛用の壁や墓地、シャトー、小さな礼拝堂に囲まれていた。こうした教会を構成する要素は、実証主義による教会修復の観点から、破壊されてしまった。建物はロマネスク様式の教会の原型となるよう変えられた。今日では森に囲まれているが、中世から20世紀初頭まで教会は人口が密集した地域にあって、森林はまれであった。基盤となる岩の上に腰掛け、ドール山地によって監視され、サン＝ネクテール教会は低オーヴェルニュの驚嘆すべき教会の1つである。灰色の粗面岩で建てられ、ささやかな大きさにもかかわらず、大聖堂と競い合っているように見える。
- 聖母子像 - ロマネスク様式の多彩色がほどこされた木の像。

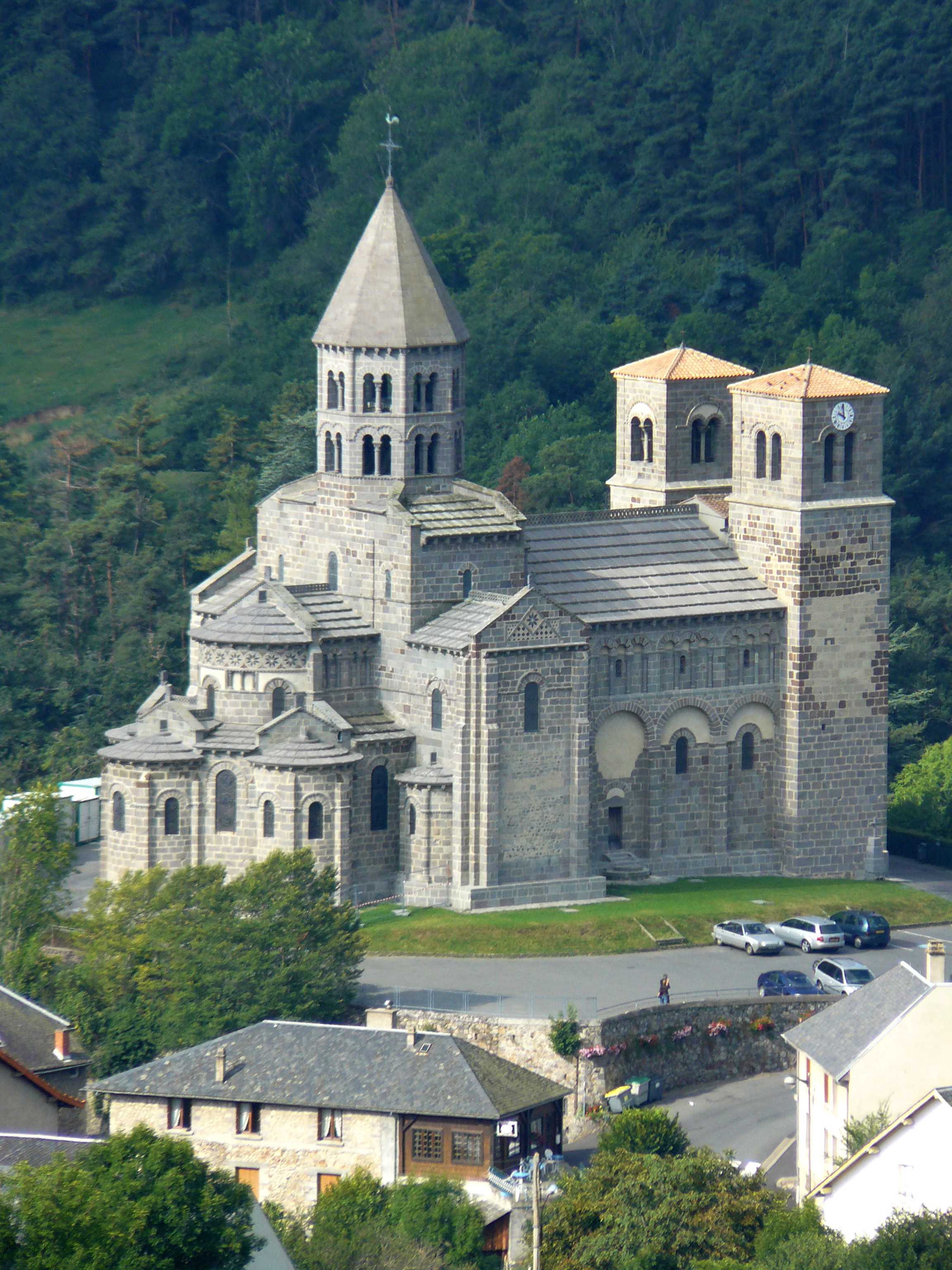
教会
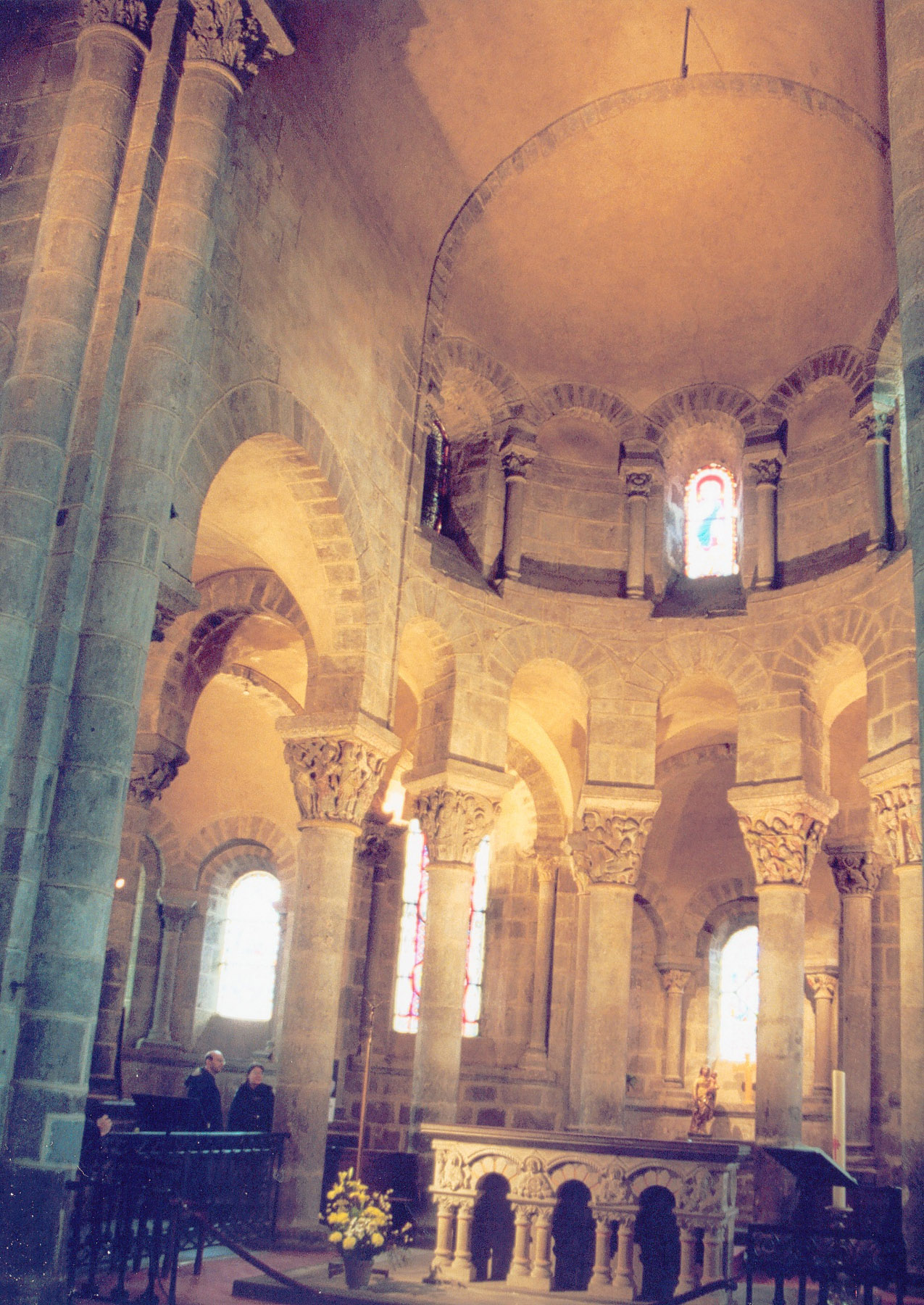
教会内部
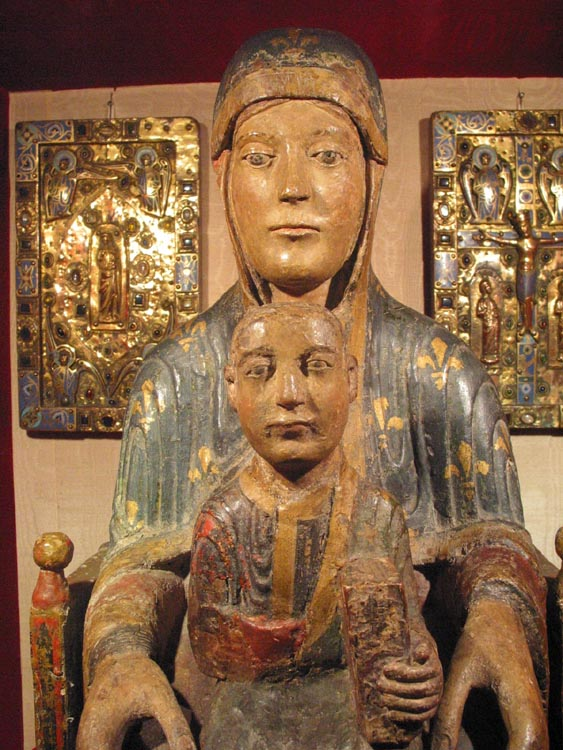
聖母子像

## ゆかりの人物
- サン＝ネクテール家（fr:Famille de Saint-Nectaire） - オーヴェルニュの貴族